# 存在の深き眠り
存在の深き眠り（そんざいのふかきねむり）は、NHK総合テレビジョンの“水曜シリーズドラマ”で1996年4月3日から5月8日まで放送されたテレビドラマ。全6回。

## 概要
平凡で気弱な主婦・漆原市子（大竹しのぶ）は、解離性同一性障害＝多重人格だった。市子の中に潜む交代人格のひとり、朝倉直美。精神科医・本堂（細川俊之）は治療に取り組むが、その最中に起きた塚本勇作（片岡鶴太郎）の殺人の容疑で市子が逮捕されてしまう。この世に存在するはずのない直美の証言は、果たして有効なのか…。
脚本のジェームス三木は、本作で第23回放送文化基金賞脚本賞を受賞した。

## キャスト
漆原市子
演 - 大竹しのぶ　
漆原隆一
演 - 中村梅雀　
本堂真一郎
演 - 細川俊之
塚本勇作
演 - 片岡鶴太郎
本堂悦子
演 - 汀夏子
本堂恭子
演 - 市川翔子
漆原さやか
演 - 五十嵐瑞穂
漆原節子
演 - 宝生あやこ
小山田教授
演 - 鈴木瑞穂
鶴田のぶ子
演 - 鷲尾真知子
桑野渡
演 - 山下規介
衣笠裁判長
演 - 石黒高志
高杉検事
演 - 頭師孝雄
福原監察医
演 - 津村鷹志
安田捜査一課長
演 - 堀内正美
石黒刑事
演 - 笠井一彦
板倉刑事
演 - 加藤千秋
錦織警部
演 - 草見潤平
クラブのママ
演 - 青江三奈

## スタッフ
- 脚本 - ジェームス三木[4][1]
- 音楽 - 牟岐礼[1]
- 制作統括 - 金澤宏次[1]
- 美術 - 内藤政市[1]
- 技術 - 三島泰明[1]
- 演出 - 重光亨彦[1]、清水一彦[1]

## 小説
- ジェームス三木が自ら小説化して、1996年に日本放送出版協会より刊行された。

## 舞台
- ジェームス三木が脚色・演出を手がけて、2010年3月18日-23日に横浜ランドマークホールで上演された。本堂真一郎は三田村邦彦、漆原市子は七瀬なつみが演じている。